# استالینگراد (متروی پاریس)
استالینگراد (انگلیسی: Stalingrad) یکی از ایستگاه‌های خط ۲، خط ۵ و خط ۷ متروی پاریس است که در میدان نبرد استالینگراد واقع شده و در سال ۱۹۰۳ تأسیس شده‌است.: 82–3  در سال ۲۰۱۸ میلادی ۷٬۳۴۲٬۶۵۹ مسافر از این ایستگاه استفاده کرده‌اند.

## نگارخانه

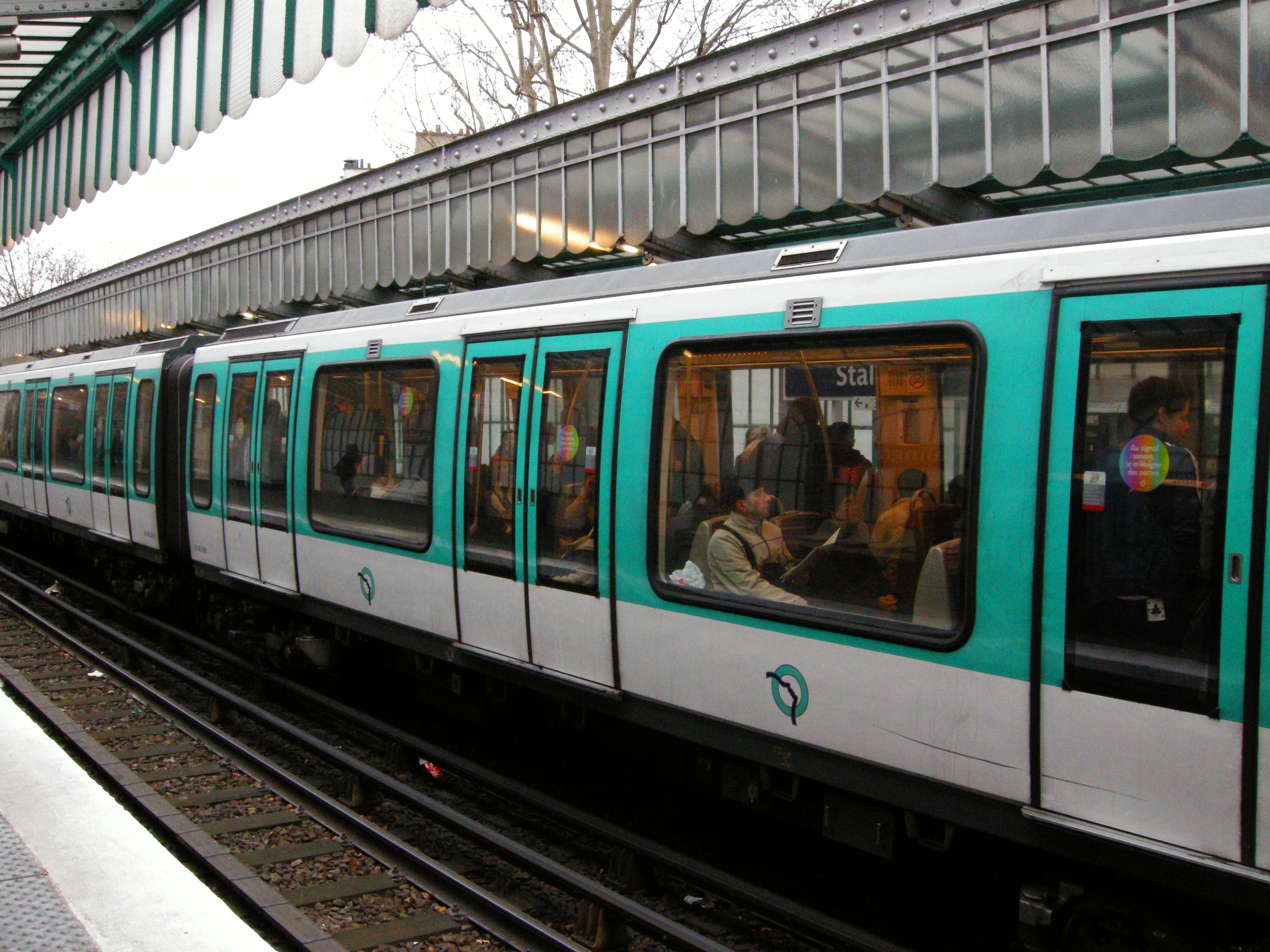
قطار خط ۲ متروی پاریس
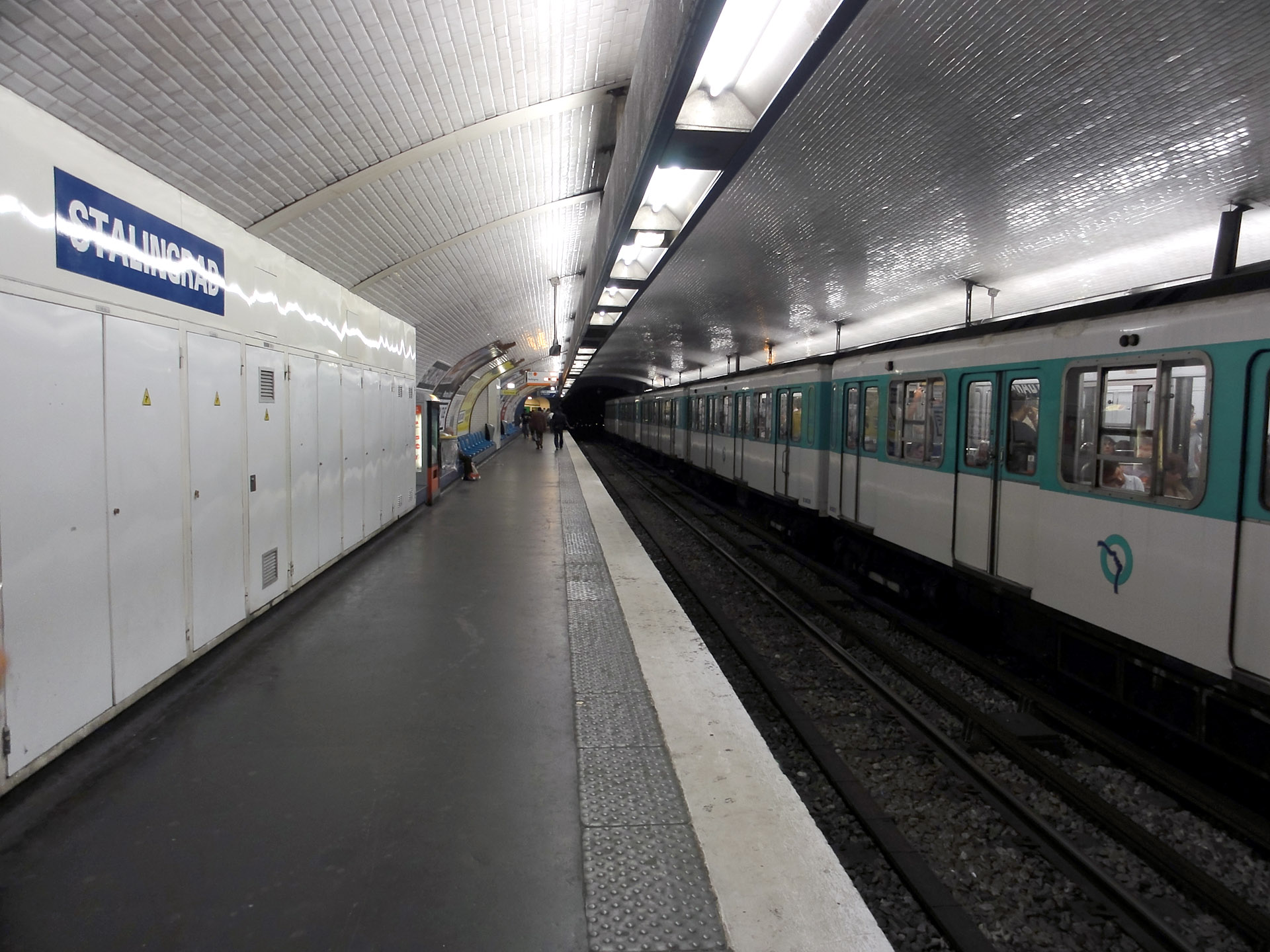
سکو خط ۵ متروی پاریس
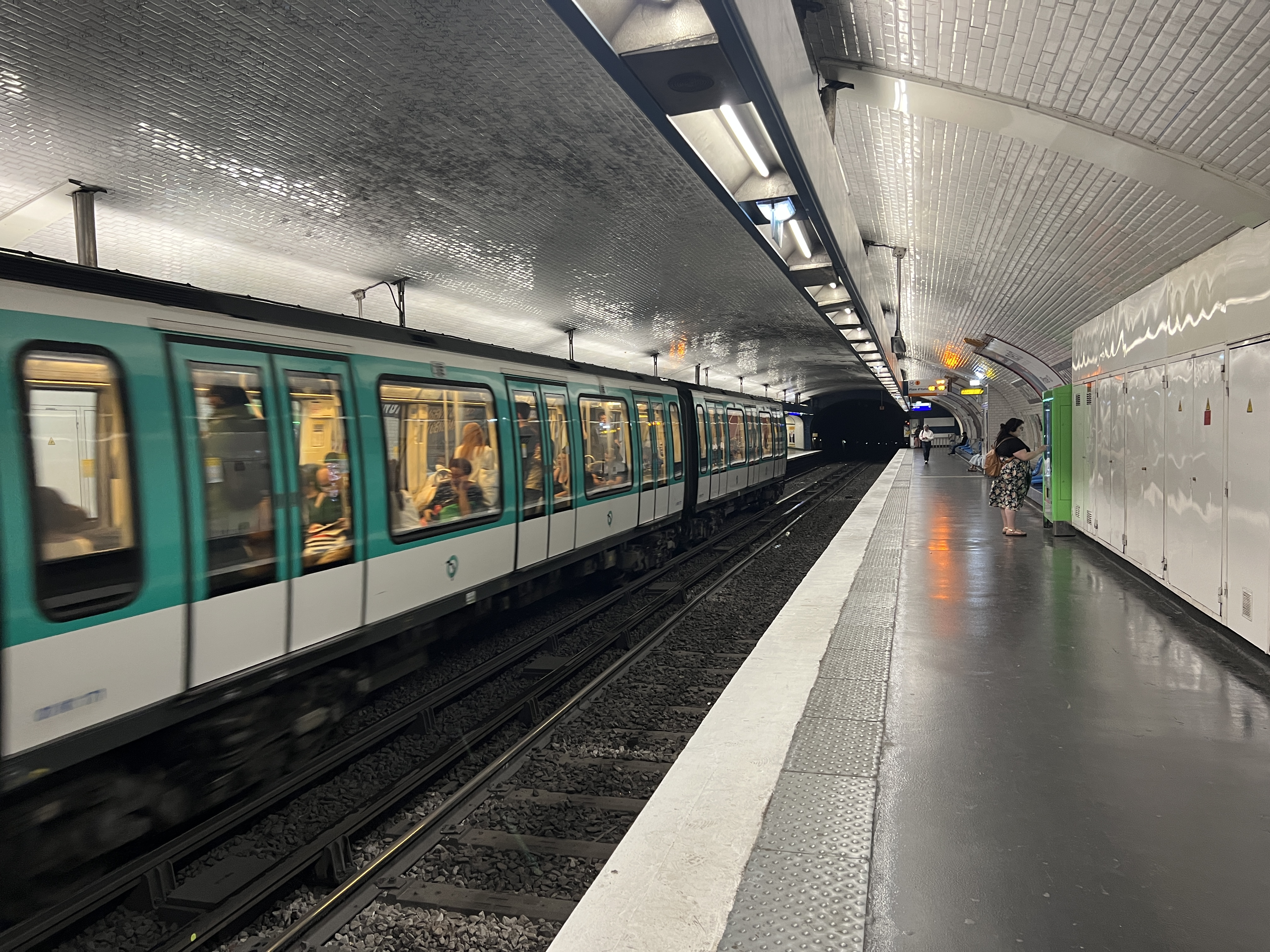
سکو خط ۵
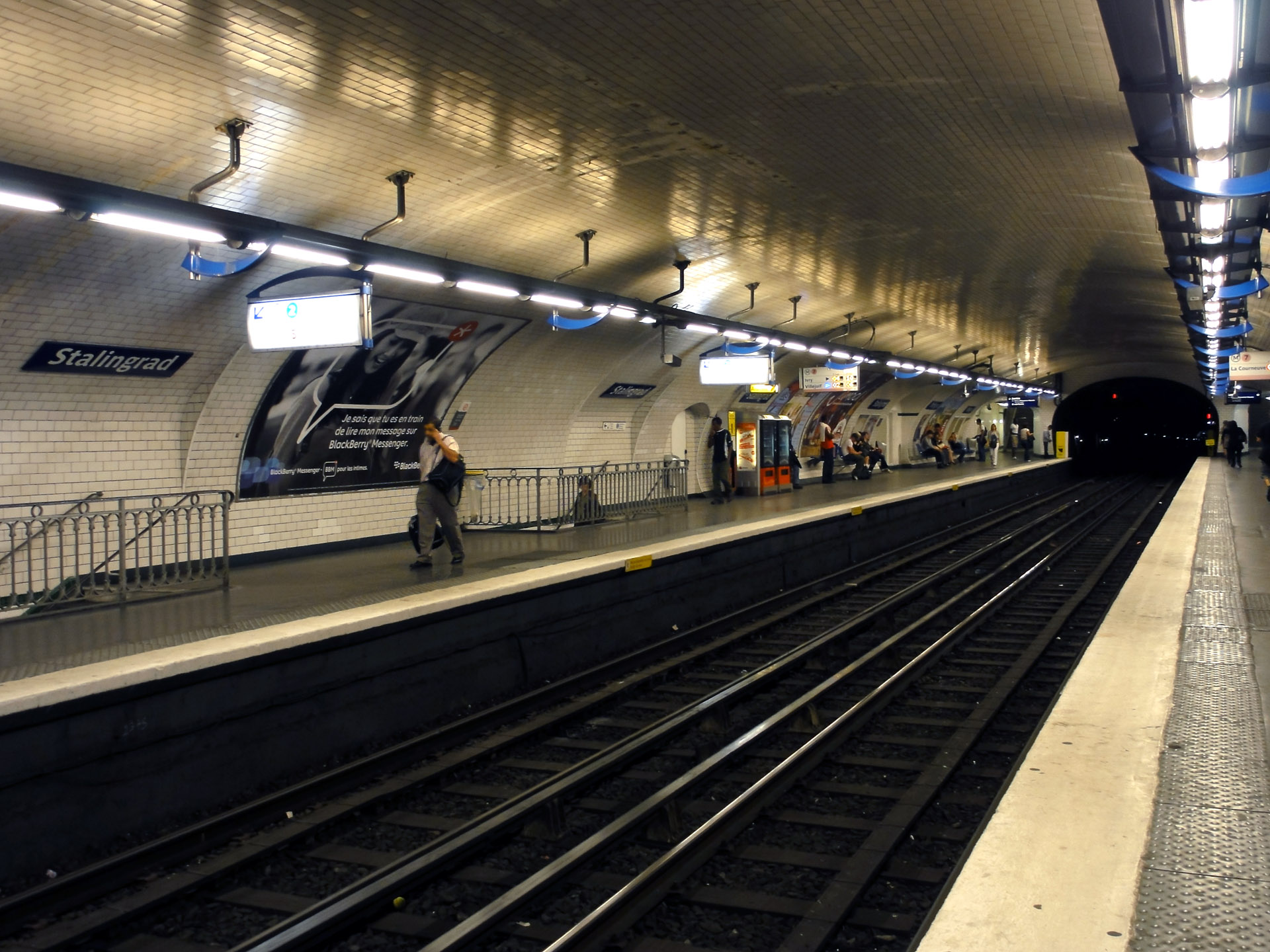
سکو خط ۷ متروی پاریس
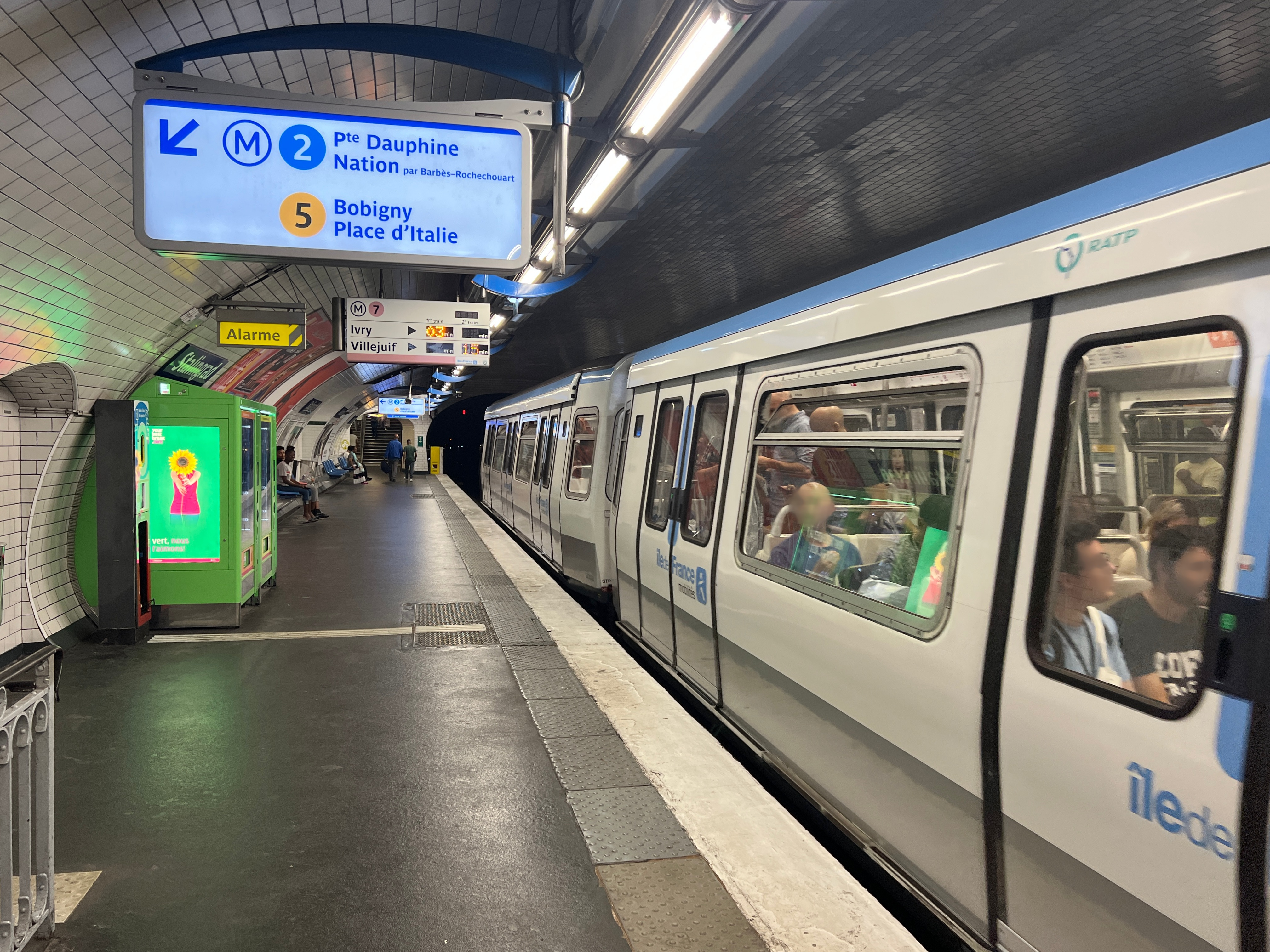
سکو خط ۷
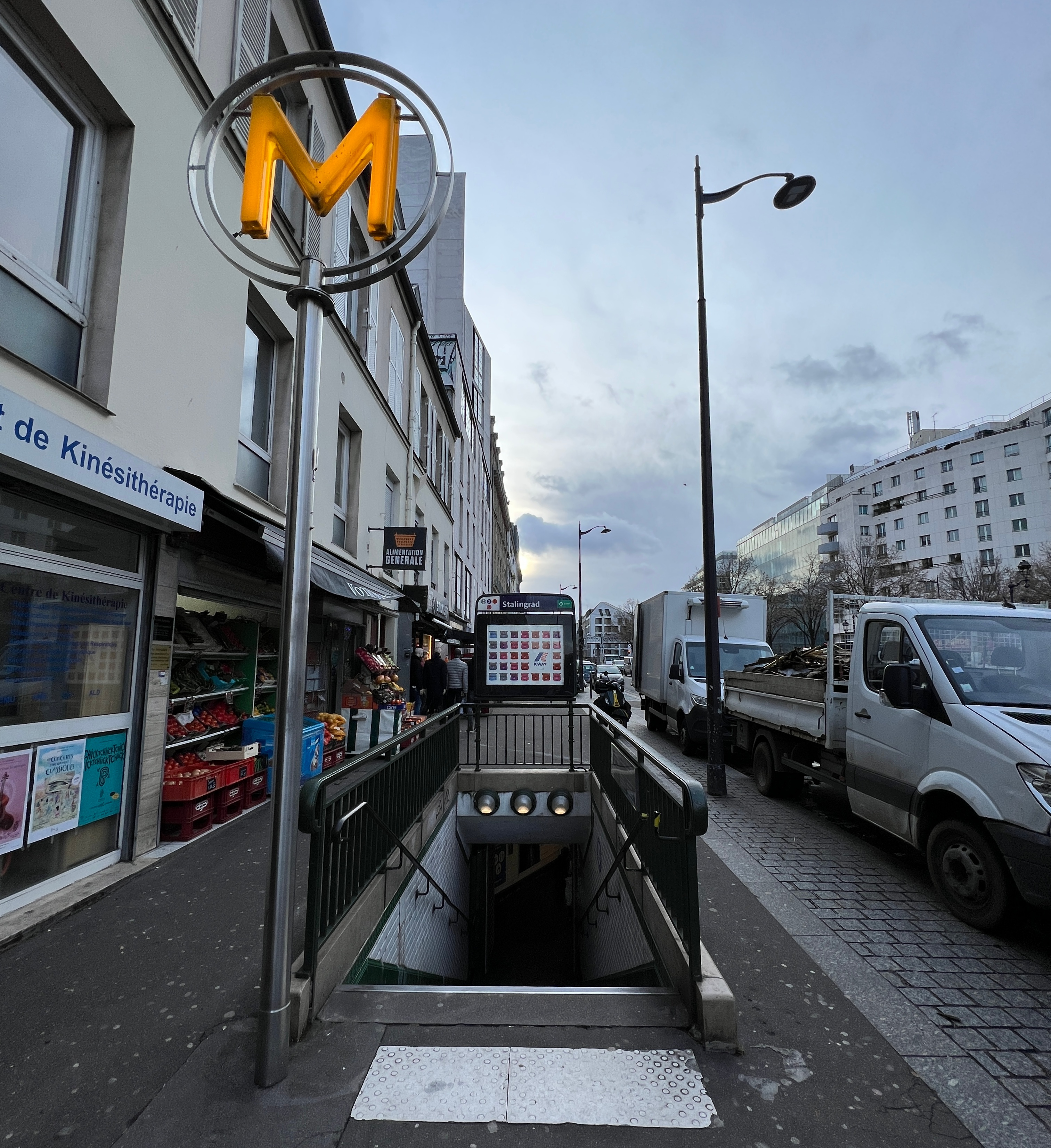
ورودی